# Lewis Shiner
Lewis Shiner (Eugene, 30 dicembre 1950) è uno scrittore statunitense.
Shiner esordì come autore di fantascienza, collocandosi nell'alveo dell'allora nascente corrente cyberpunk, per poi sviluppare gradualmente un proprio stile letterario, caratterizzato dal sapiente amalgama di narrativa non di genere e fantasy e di svariati registri linguistici e metanarrativi, in questo avvicinandosi alla sensibilità Avantpop. Ha risieduto in Texas, per poi trasferirsi in Carolina del Nord.
Molti dei suoi romanzi hanno come tema la musica rock, specialmente legata ai grandi musicisti degli anni sessanta e settanta: The Doors, Brian Wilson, The Beatles e Jimi Hendrix nel romanzo Visioni rock del 1993; Slam (1990) è basato sulla cultura punk e anarchica.
Due suoi racconti, Fin quando voci umane non ci sveglieranno (Till Human Voices Wake Us, 1984) e Mozart con gli occhiali a specchio (Mozart in Mirrorshades, 1985), sono stati inseriti nell'antologia della fantascienza cyberpunk Mirrorshades curata da Bruce Sterling nel 1986.

## Opere

### Romanzi
- Frontera, 1984
- Desolate città del cuore (Deserted Cities of the Heart, 1988), traduzione di Paola Bertante, Fantascienza 4, Sellerio Editore, 1995
- Slam, 1990
- Visioni rock (Glimpses: A Novel, 1993), traduzione di Simona Fefè, Collezione Immaginario. AvantPop 3, Fanucci, 1999. Vincitore del World Fantasy Award come miglior romanzo.
- Say Goodbye, 1999
- Black & white (Black & White, 2008), traduzione di Seba Pezzani, Hinc Joe, Giulio Perrone Editore, 2019
- Dark Tangos, 2011. ISBN 978-1-59606-396-9

### Antologie
- Nine Hard Questions about the Nature of the Universe, Eugene, OR, USA, Pulphouse Publishing, 1991. No ISBN (Author's Choice Monthly #4)
- The Edges of Things, Baltimore, WA, USA: Washington Science Fiction Association, 1991. ISBN 0-9621725-2-9
- Twilight Time, Eugene, OR, USA, Pulphouse Publishing, 1991. No ISBN
- Private Eye Action As You Like It, con Joe R. Lansdale. Holyoke, MA, USA, Crossroads Press, 1998. ISBN 1-892300-02-8
- Love in Vain, Burton, MI, USA: Subterranean Press, 2001. ISBN 1-931081-14-X
- Shades of Gray (chapbook reperibile con l'edizione limitata numerata e firmata di Black and White), Burton, MI, USA: Subterranean Press, 2008.
- Love in Vain (edizione australiana, comprende romanzi brevi precedentemente non raccolti Perfidia e Primes), Greenwood, WA, Australia, Ticonderoga Publications, 2009. ISBN 978-0-9803531-0-5
- Collected Stories, Burton, MI, USA, Subterranean Press, 2009. ISBN 978-1-59606-252-8
- Widows & Orphans (chapbook reperibile con l'edizione limitata numerata e firmata di Collected Stories), Burton, MI, USA, Subterranean Press, 2009.

### Curatore
- Modern Stories #1 (aprile 1983). Una fanzine autopubblicata con narrativa originale di William Gibson, Howard Waldrop e Joe R. Lansdale, tra gli altri.
- When The Music's Over (antologia sul tema delle alternative alla guerra) (candidato al World Fantasy Award per la migliore antologia)

### Fumetti
- Time Masters (con Bob Wayne), disegni di Art Thibert e Jose Marzan Jr., DC Comics, febbraio 1990 - settembre 1990
- The Hacker Files, disegni di Tom Sutton, DC Comics, agosto 1992 - luglio 1993
- Scales, disegni di Carlos Kastro (adattamento dell'omonimo racconto) in Omnibus: Modern Perversity , Blackbird Comics, gennaio 1992
- Steam Engine Time, disegni di Doug Potter (adattamento dell'omonimo racconto) in Wild West Show, Mojo Press, 1996